# Indagine ad alto rischio
Indagine ad alto rischio (Cop) è un film statunitense del 1988 diretto da James B. Harris, tratto dal romanzo Le strade dell'innocenza (Blood on the Moon) di James Ellroy.

## Trama
Il sergente Lloyd Hopkins è un detective del dipartimento di polizia di Los Angeles che si occupa del brutale omicidio di una donna a West Hollywood. Questo compito ha la massima priorità per lui e mette in relazione l'omicidio con altri sedici omicidi irrisolti di donne negli ultimi quindici anni.
Il percorso conduce attraverso la libreria della femminista Kathleen McCarthy fino al liceo frequentato dalla donna. Nel corso delle indagini si verificano ulteriori omicidi, Hopkins viene sospeso dal servizio per cattiva condotta, irrompe nella casa di McCarthy in cerca di indizi e, per legittima difesa, spara a un poliziotto corrotto. Il film si conclude con una resa dei conti a tarda notte nella palestra del liceo.